# Philip George
Philip George (* 13. Juni 1993 in Nottingham), auch bekannt als Phyaero, ist ein britischer DJ und Musikproduzent aus Nottingham.

## Biografie
Philip George begann mit fünf Jahren mit dem Klavierunterricht und führte es bis zur Stufe 5 (des 8-stufigen ABRSM-Systems) fort. Außerdem lernte er auch Schlagzeug. Seine erste selbstproduzierte Musik war noch dem Drum and Bass zuzuordnen, später wechselte er in Richtung House. Seine Stücke veröffentlichte er im Internet über YouTube und Soundcloud. Auch als DJ war er tätig und legte landesweit auf.
2014 stellte er das Stück Wish You Were Mine ins Internet, das ein Sample aus My Cherie Amour von Stevie Wonder enthält. Es wurde sehr populär und erreichte bei YouTube eine Million und bei Soundcloud drei Millionen Aufrufe. Das Label 3 Beat entdeckte das Lied und nahm George unter Vertrag. Auch das Label Motown war für den US-Markt beteiligt. Wish You Were Mine wurde zum Jahresende veröffentlicht. Außerdem wurde es bei BBC Radio 1 mehrfach vorgestellt. In der ersten Woche des Jahres 2015 stieg es auf Platz 2 der UK Top 40 ein.

## Diskografie
Singles

| Jahr | Titel Album          | Höchstplatzierung, Gesamtwochen, AuszeichnungChartplatzierungen (Jahr, Titel, Album, Platzierungen, Wochen, Auszeichnungen, Anmerkungen) | Höchstplatzierung, Gesamtwochen, AuszeichnungChartplatzierungen (Jahr, Titel, Album, Platzierungen, Wochen, Auszeichnungen, Anmerkungen) | Höchstplatzierung, Gesamtwochen, AuszeichnungChartplatzierungen (Jahr, Titel, Album, Platzierungen, Wochen, Auszeichnungen, Anmerkungen) | Höchstplatzierung, Gesamtwochen, AuszeichnungChartplatzierungen (Jahr, Titel, Album, Platzierungen, Wochen, Auszeichnungen, Anmerkungen) | Anmerkungen                                            |
| Jahr | Titel Album          | DE | AT | CH | UK | Anmerkungen                                            |
| ---- | -------------------- | --- | --- | --- | --- | ------------------------------------------------------ |
| 2014 | Wish You Were Mine – | DE6 Gold · (22 Wo.)DE | AT16 (16 Wo.)AT | CH37 (14 Wo.)CH | UK2 ×2Doppelplatin · (29 Wo.)UK | Erstveröffentlichung: 26. Dezember 2014                |
| 2015 | Alone No More –      | — | — | — | UK4 Platin · (18 Wo.)UK | Erstveröffentlichung: 2. Oktober 2015 mit Anton Powers |

Weitere Singles
- Waiting (2013)
- Groove N Shake (2014)
- Glamorous (2014)
- Love Inside (2014)
- Back Down (2014)
- Wish You Were Mine (2014)
- Alone No More (mit Anton Powers, 2015)
- Afraid To Love (2015)
- Feel This Way (mit Dragonette, 2016)
- Losing My Mind (feat. Saint Raymond, 2017)

## Auszeichnungen für Musikverkäufe
| Goldene Schallplatte - Australien - 2015: für die Single Wish You Were Mine - Neuseeland - 2023: für die Single Wish You Were Mine - Schweden - 2015: für die Single Wish You Were Mine |

Anmerkung: Auszeichnungen in Ländern aus den Charttabellen bzw. Chartboxen sind in ebendiesen zu finden.
| Land/RegionAuszeichnungen für Musikverkäufe (Land/Region, Auszeichnungen, Verkäufe, Quellen) | Gold     | Platin     | Verkäufe  | Quellen           |
| -------------------------------------------------------------------------------------------- | -------- | ---------- | --------- | ----------------- |
| Australien (ARIA)                                                                            | Gold1    | —          | 35.000    | aria.com.au       |
| Deutschland (BVMI)                                                                           | Gold1    | —          | 200.000   | musikindustrie.de |
| Neuseeland (RMNZ)                                                                            | Gold1    | —          | 15.000    | radioscope.co.nz  |
| Schweden (IFPI)                                                                              | Gold1    | —          | 20.000    | Einzelnachweise   |
| Vereinigtes Königreich (BPI)                                                                 | —        | 3× Platin3 | 1.800.000 | bpi.co.uk         |
| Insgesamt                                                                                    | 4× Gold4 | 3× Platin3 |           |                   |